# Guarigione del diacono Giustiniano
La Guarigione del diacono Giustiniano è un dipinto, tempera su tavola (37x45 cm), di Beato Angelico, conservato nel Museo nazionale di San Marco a Firenze. Faceva parte della predella con le Storie dei santi Cosma e Damiano della Pala di San Marco, oggi divisa tra più musei. Il pannello in questione era l'ultimo della serie e molto probabilmente decorava il fianco destro della cornice lignea.

## Storia
La pala di San Marco era destinata all'altare maggiore della chiesa di San Marco a Firenze, officiata dai domenicani del convento di cui faceva parte anche l'Angelico stesso. Il dipinto era solo uno dei tasselli della completa ristrutturazione e ridecorazione del convento offerta da Cosimo de' Medici e che ebbe come protagonista assoluto, per quanto riguarda la decorazione pittorica, l'Angelico. Il programma comprendeva oltre alla pala per l'altare maggiore, il celebre ciclo di affreschi, sia nelle aree comuni che nelle celle individuali, e una serie di codici miniati.
L'altare maggiore della chiesa venne riscattato dai Medici nel 1438, per la somma considerevole di cinquecento ducati, e riconsacrato ai santi protettori della famiglia, Cosma e Damiano, che in vita erano stati appunto, secondo la leggenda, "medici". La vecchia pala d'altare, un'Incoronazione della Vergine del 1402, in stile tardogotico di Lorenzo di Niccolò, venne rimossa e donata, con un'istanza del Priore fra Cipriano datata 1438, alla chiesa di San Domenico di Cortona, dove si trovava una comunità domenicana gemellata con quella fiorentina e dove si recò personalmente l'Angelico per effettuare la consegna nel 1440 (nell'occasione venne inciso sulla cornice il nome dei Medici come donatori).
La nuova pala venne quindi commissionata all'Angelico in un momento imprecisato, verosimilmente nel 1438 quando venne deciso di disfarsi di quella vecchia. La pala viene in genere datata entro il 1440, mentre i pannelli della predella forse vennero completati entro il 1443. Non vi sono ragioni per dubitare che venissero dipinti in una sequenza diversa da quella in cui si trovavano.
Con le soppressioni tra XVIII e XIX secolo la pala venne rimossa smembrata e parzialmente dispersa. I pannelli della predella sono oggi in parte a Firenze e in parte in altri musei internazionali. Se la pala venne sottoposta a un restauro disastroso, in un'epoca imprecisata tra XVIII e XIX secolo, i pannelli della predella furono risparmiati ed oggi sono generalmente in condizioni ottime o molto buone, tranne il pannello di Washington, che è più danneggiato.

## Descrizione e stile

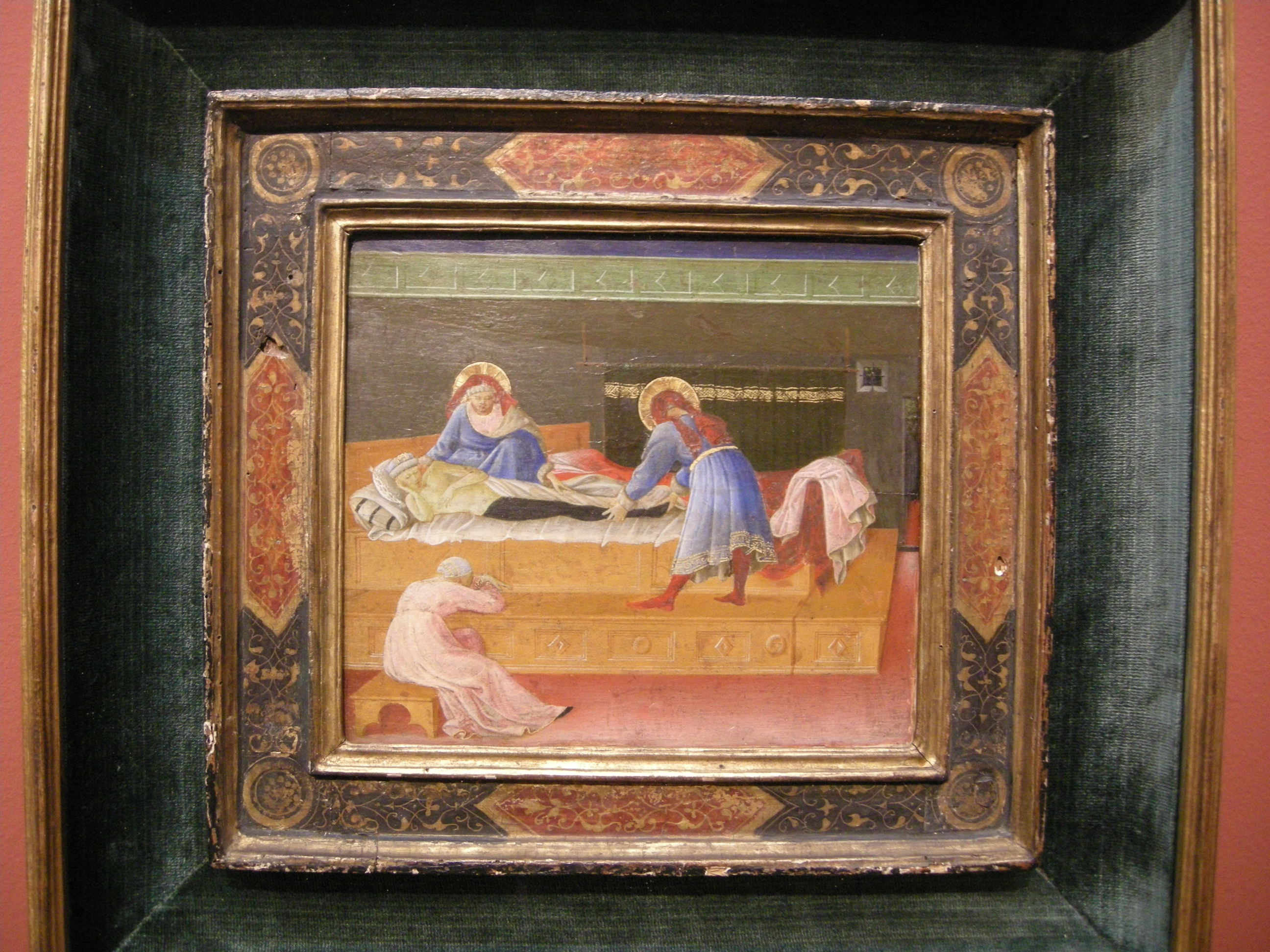
Guarigione del diacono Giustiniano, dalla predella della Pala di Annalena

Cosma e Damiano erano due celebri medici, tradizionalmente creduti fratelli. L'episodio narrato è un miracolo postumo, che ha come protagonista Giustiniano (nome tradizionale, non presente nelle fonti come la Leggenda Aurea), diacono della chiesa romana dei Santi Cosma e Damiano. Egli aveva una gamba malata, ed una notte gli apparvero in sogno i santi Cosma e Damiano che gli sostituivano la gamba con quella di un uomo morto poco prima, facendogli un vero e proprio antesignano del trapianto. Al risveglio si accorse che tutto era vero, solo che la gamba nuova era di un etiope, quindi scura.
La scena è ambientata nella stanza da letto di Giustiniano, in un interno reso con estrema cura. Il vano è costruito con un unico punto di fuga centrale, grazie al quale la prospettiva costruisce un piccolo mondo perfettamente ordinato. La fonte luminosa è la finestra sulla parete, che illumina con precisione e coerenza le singole forme e disciplina i rapporti reciproci tra le figure, in un ambiente in cui tutto si svolge sotto gli occhi dello spettatore.
Al centro troneggia il grande letto ligneo di Giustiniano, che vi è coricato e assopito, mentre i due santi si adoperano attorno a lui per l'intervento miracoloso. La stanza è arredata da oggetti, anche minuti, che creano una viva descrizione di un interno dell'epoca: gli zoccoli, la brocca con la bacinella, le tende scostate, la bisaccia appesa, lo sgabello, la porta socchiusa verso la strada dove si affaccia un giardino.
Questo pannello, come gli altri della predella, è caratterizzato da un vivace e accattivante stile aneddotico, che racconta efficacemente l'episodio. Il sistema di creazione spaziale sviluppato in questo periodo risulta più coerente e avanzato di quello di opere anteriori, con accorgimenti quali quello di dipingere sullo sfondo una superficie piatta e parallela al piano frontale, che facesse da sfondo del proscenio su cui far risaltare le figure. La luce unifica lo spazio e modella con efficacia il volume dei personaggi, tramite il chiaroscuro.
La scena era stata affrontata anche in un pannello della predella della Pala di Annalena (1430 circa) oggi alla Kunsthaus di Zurigo, dove però il punto di fuga non è centrale e la composizione, per quanto interessante, non raggiunge il medesimo vertice di eleganza e perfezione spaziale.

## Disposizione originaria dei pannelli della predella
La predella della pala di San Marco era composta da nove pannelli (oggi esposti in più musei). Al centro si trovava la Pietà, mentre ai lati si trovavano otto storie dei santi Cosma e Damiano, sei sul lato principale e la prima e l'ultima sui fianchi.
- Guarigione di Palladia, National Gallery of Art, Washington
- San Cosma e san Damiano davanti a Lisia, Alte Pinakothek, Monaco di Baviera
- San Cosma e san Damiano salvati dall'annegamento, Alte Pinakothek, Monaco di Baviera
- Condanna al rogo dei santi Cosma e Damiano, National Gallery of Ireland, Dublino
- Pietà, Alte Pinakothek, Monaco di Baviera
- Crocifissione dei santi Cosma e Damiano, Alte Pinakothek, Monaco di Baviera
- Decapitazione dei santi Cosma e Damiano, Museo del Louvre, Parigi
- Sepoltura dei santi Cosma e Damiano, Museo nazionale di San Marco, Firenze
- Guarigione del diacono Giustiniano, Museo nazionale di San Marco, Firenze

Predella della Pala di San Marco